# Michael Metzeltin
Michael Metzeltin (* 8. Juli 1943 in Sorengo, Schweiz) ist ein in Österreich lebender romanistischer Philologe. Er ist emeritierter ordentlicher Universitätsprofessor für Romanistik an der Universität Wien und wirkliches Mitglied der Österreichischen Akademie der Wissenschaften.  Metzeltin ist Verfasser von über 40 Monographien und über 300 Aufsätzen über romanistische, textwissenschaftliche und diskursanalytische Themen. Er ist Mitbegründer und Mitherausgeber des  Romanistischen Kolloquiums, des Lexikons der Romanistischen Linguistik und der Cinderella-Buchreihen (19 Bände) sowie Herausgeber des romanistischen Handbuches Diskurs • Text • Sprache (2002, 2006, 2008). Seine Forschungsschwerpunkte liegen unter anderem in der Sprachtypologie, in der Texttheorie und in der Diskursanalyse mit der Entwicklung neuer Ansätze.

## Leben
Der Großvater von Michael Metzeltin war der deutsche Eisenbahningenieur Erich Metzeltin. Nach dem Besuch des Ginnasio und Liceo Cantonale von Lugano im Schweizer Tessin begann Michael Metzeltin seine Studien an den Universitäten Zürich und Basel. Curricular gesehen war das Studium damals sehr frei, so dass er in den ersten Semestern ein sehr breites Spektrum an Veranstaltungen belegen und insbesondere seiner sprachwissenschaftlichen Neugierde nachgehen konnte. So besuchte er Veranstaltungen zu Latein, Altgriechisch und Neugriechisch, Sanskrit, Hethitisch, Akkadisch, Althochdeutsch, Altirisch, Altkirchenslawisch, Bulgarisch, Tschechisch, Spanisch, Niederländisch, aber auch zu Vergleichender Literaturwissenschaft, Rechtsgeschichte und Bibelexegese. Die Konzentration auf die Romanistik kristallisierte sich erst im Laufe des Studiums heraus. In der Folge befasste er sich intensiver mit Romanischer Sprachwissenschaft, Italienischer Literaturwissenschaft, Französischer Literaturwissenschaft und Iberoromanischer Philologie. Obwohl damals schon die Tendenz bestand, die Sprachen curricular zu trennen, schien es ihm wissenschaftlich wichtig, einerseits die systematisch vergleichende Komponente und andererseits die Zusammenarbeit von Sprach- und Literaturwissenschaft in Form einer allgemeinen Textwissenschaft in den Vordergrund zu stellen. Dank seiner Mobilität studierte er nicht nur an seiner Alma Mater Basel, sondern auch an den Universitäten Salamanca, Coimbra, Padua, und besuchte Sommerkurse in Sinaia bzw. Bukarest und in Sofia. 1969 promovierte er an der Universität Basel in Iberoromanischer Philologie, Französischer Sprachwissenschaft und Italienischer Literaturwissenschaft. 1972 habilitierte er sich an der Universität Basel mit der Venia legendi „Romanische Philologie“. Er war Assistent und Lektor an der Universität Basel sowie Professor an den Universitäten Trier, Groningen, Coimbra, Cosenza, Paderborn und Göttingen. Von 1989 bis zu seiner Emeritierung 2011 war Metzeltin ordentlicher Universitätsprofessor für Linguistik und Didaktik der romanischen Sprachen am Institut für Romanistik der Universität Wien.

## Wirken
Die mehrsprachliche und vergleichende Komponente von Metzeltin schlug sich schon in den zwei ersteren größeren wissenschaftlichen Arbeiten nieder. In der Dissertation befasste er sich mit dem Kontakt zwischen Italien und Spanien auf dem Gebiet der Seemannssprache. So entstand die etymologisch ausgerichtete Studie Die Terminologie des Seekompasses in Italien und auf der Iberischen Halbinsel bis 1600 (publiziert 1970), in der die hervorragende Rolle der Italiener in der Entwicklung der Schifffahrt auch sprachhistorisch nachgewiesen wird. Seine Habilitationsschrift (Die Sprache der ältesten Fassungen des Libre de Amich e Amat, publiziert 1974) widmete er einer vergleichenden Untersuchung des Altkatalanischen und des Altokzitanischen, durch die er die enge sprachtypologische Verwandtschaft beider Sprachen wissenschaftlich belegt hat.
Die ständige Beschäftigung mit Sprachvergleich einerseits und mit Texten als zentralem Gegenstand von Sprach- und Literaturwissenschaft andererseits haben im Laufe der wissenschaftlichen und didaktischen Karriere zu einigen Schwerpunktsetzungen geführt. Durch Hans Peter Althaus in Trier angeregt, einen der drei Herausgeber des Lexikons der Germanistischen Linguistik, begann Metzeltin Anfang der siebziger Jahre ein ähnliches gesamtromanistisches Werk zu entwerfen. Die Idee konnte dann in Zusammenarbeit mit Günter Holtus (Göttingen) und Christian Schmitt (Bonn) allmählich verwirklicht werden. So entstand das monumentale Lexikon der Romanistischen Linguistik in 12 Bänden (Tübingen 1988–2005), das gut hundert Jahre nach Gustav Gröbers Grundriss der romanischen Philologie eine neue Gesamtschau aller romanischen Groß- und Kleinsprachen aus sprachsystematischer wie auch aus soziolinguistischer Sicht bietet. Zum ersten Mal werden hier Sprachen wie das Rumänische oder das Galegische in all ihren Aspekten systematisch dargestellt. Das Werk ist für andere Unternehmen und weitere Untersuchungen, wie die Romanische Sprachgeschichte in der Reihe Handbücher zur Sprach- und Kommunikationswissenschaft (Walter de Gruyter), richtungsweisend geworden. Eine sprachvergleichende und sprachtypologische Synthese liegt u. a. in seinem auf Spanisch verfassten Buch Las lenguas románicas estándar. Historia de su formación y de su uso vor, publiziert von der Academia de la Llingua Asturiana in Oviedo im Jahre 2004. Hier, wie in anderen Publikationen, erarbeitet Metzeltin u. a. eine konvergente Typologie der romanischen Sprachen.
Vor allem die Herausforderung, verschiedene romanische Sprachen, mit besonderer Fokussierung der Syntax und der Semantik, darzustellen, führte Metzeltin zur Ausarbeitung eines neuen Syntaxmodells auf semantischer Basis, das ein verfeinertes Instrument für jegliche Satzanalyse und daher auch als Grundlage für neue Sprachtypologien betrachtet werden kann. Stärker als in anderen Modellen werden hier Modus des Senders und propositionaler Inhalt des Gesagten explizit gemacht, sodass auf systematische Weise das nicht biunivoke Verhältnis von Sprache und Denken gezeigt werden kann. Das Modell wird u. a. in den Monographien Semântica e sintaxe do português (Coimbra 1982), Sprache und Denken. Eine romanistische Perspektive (Wien 2004), Gramática explicativa de la lengua castellana. De la sintaxis a la semántica (Wien 2009), Erklärende Grammatik der romanischen Sprachen (Wien 2010), Gramatică explicativă a limbilor romanice. Sintaxă și semantică (Iași 2011), Sintaxis, pragmática y semántica. Un modelo de análisis integrado (Santiago de Chile 2019; zusammen mit Hiram Vivanco Torres) und Lingvistica, artă a comprehensiunii și a comunicării. O gramatică propozițională (Timișoara 2020; zusammen mit Cristina Izabela Apostol) dargestellt.
Das Rumänische dürfte nach Metzeltin innerhalb der romanischen Sprachen eine besondere Position einnehmen, wie er mehrmals zu zeigen versuchte (siehe vor allem seine Monographien Das Rumänische im romanischen Kontrast. Eine sprachtypologische Betrachtung, Berlin 2016; Româna în contrast. O cercetare tipologică, Iași 2016). Die Besonderheiten des Rumänischen gehen einerseits auf den lateinischen Ursprung, andererseits auf die Einbettung in den balkanischen Sprachkontext zurück. So könnte man das heutige Rumänisch als das Ergebnis der Verschmelzung von romanischem und balkanischem Sprachtypus sehen, was diese Sprache für eine wichtige Vermittlerrolle zwischen europäischem Okzident und europäischem Orient prädestiniert. Die Besonderheiten des Rumänischen innerhalb der romanischen Sprachen führen den Blick auf andere Balkansprachen und auf die Sprachtypologie. Dank dem Vergleich der romanischen Sprachen und der Sprachen des Balkans hat so Metzeltin zusammen mit Thede Kahl (Friedrich-Schiller-Universität Jena) ein Methodenbuch über Sprachtypologie auf morphosyntaktischer Basis ausgearbeitet (Sprachtypologie. Ein Methoden- und Arbeitsbuch für Balkanologen, Romanisten und allgemeine Sprachwissenschaftler, Wiesbaden 2015).
Die systematische Verbindung von Sprach- und Literaturwissenschaft brachte Metzeltin auf die Idee und auf die Notwendigkeit, ein allgemeines Analyse- und Interpretationsmodell für alle möglichen Texttypen aufgrund von induktiv eruierten Makrostrukturen zu entwickeln. So entstand mit der Zeit in Zusammenarbeit mit dem Slawisten Harald Jaksche (Fribourg, dann Graz) die Textoidentheorie mit dem Vorschlag von verschiedenen deskriptiven, narrativen und argumentativen Makrostrukturen (Textsemantik. Ein Modell zur Analyse von Texten, Tübingen 1983). Zusammen mit der Romanistin Margit Thir hat Metzeltin diese Texttheorie mit rituellen Entstehungsgründen in Zusammenhang gebracht und so die Theorie um die zwei grundlegenden rituellen Makrostrukturen der Initiation und der Herrschereinsetzung erweitert. Diese globalisierende Texttheorie wird in den von Metzeltin und Thir gemeinsam redigierten Werken Erzählgenese. Ein Essai über Ursprung und Entwicklung der Textualität, (Wien 1998), El arte de contar. Un ensayo metodológico y antropológico acerca de la textualidad (Murcia 2002), Textanthropologie (Wien 2012) und Antropologia Textului (Iași 2014) dargestellt. Eine die verschiedenen Sprachebenen integrierende Semantiktheorie stellt Metzeltin im Werk Theoretische und angewandte Semantik. Vom Begriff zum Text (Wien 2007) dar.
Die ständige Beschäftigung mit verschiedenen Texttypen führt Metzeltin zur näheren Untersuchung von politischen und juridischen Texten sowohl aus diskursanalytischer als auch aus begriffsgeschichtlicher Perspektive. In den Büchern Nationalstaatlichkeit und Identität (Wien 2000), România: Stat – Națiune – Limbă (București 2002), und Wege zur europäischen Identität (Berlin 2010, zusammen mit Thomas Wallmann) schlägt er ein neues Modell für die Erklärung der europäischen und lateinamerikanischen Staatenbildung mit den Phasen „Bewusstwerdung“, „Territorialisierung“, „Historisierung“, „Standardisierung einer Sprache“, „Textkanonisierung“, „Institutionalisierung“, „Medialisierung“ und „Globalisierung“ vor. Im Buch Die Entwicklung des Zivilisationswortschatzes im südosteuropäischen Raum im 19. Jahrhundert. Der rumänische Verfassungswortschatz. Eine ideengeschichtliche und kulturhistorische Betrachtung (Wien 2005) hat Metzeltin, zusammen mit Petrea Lindenbauer und Holger Wochele, die Grundbegriffe der Menschenrechte und die staatstragenden Begriffsfelder aus semantischer Perspektive neu beleuchtet. Zusammen mit Margit Thir hat er das Buch El poder. Análisis del discurso político español e hispanoamericano (Wien 2004) herausgegeben, das u. a. Methoden aufzeigt, wie man die Vermittlung von Macht und Machtstrukturen in Texten und allgemeiner in semiotischen Produkten erfassen kann. Entsprechende diskursanalytische Anwendungen bietet Metzeltin in den Publikationen El Poder y su semiología. Discurso de ingreso en la Reial Acadèmia de Doctors (Barcelona 2015) und Machtbestrebungen im Europa des 17. Jahrhunderts. Ein europäisches Ballett der Mächte (Wien 2019).
Seine Überzeugung, dass Sprache nur im größeren Kontext von Diskurswelten zu verstehen und zu analysieren ist, und dass diese Analysearbeit nur im Team realisierbar ist, hat Metzeltin u. a. in dem von ihm herausgegebenen und von 16 Kollegen verfassten Buch Diskurs – Text – Sprache. Eine methodenorientierte Einführung in die Sprachwissenschaft für Romanistinnen und Romanisten (Wien 2002, 2006, 2008) und in dem von ihm und Javier Bru Peral herausgegebenen Buch Landeswissen. Ein Methodenbuch (Wien 2017, ²2018) gezeigt.

## Auszeichnungen
- Korrespondierendes Mitglied im Inland (1994), wirkliches Mitglied der Österreichischen Akademie der Wissenschaften (seit 2004)
- „Grande Oficial da Ordem do Mérito da República Portuguesa“ (1998)
- Prof. h. c. der Universität Bukarest (1999)
- Träger der spanischen „Encomienda de la Orden del Mérito Civil“ (2000)
- Korrespondierendes Mitglied der Academia Chilena de la Lengua (2000)
- Ehrenmitglied der Academia de la Llingua Asturiana (2001)
- Träger des „Ordin naţional Pentru Merit“ Rumäniens (Ofițer 2002, Comandor 2011)
- Träger der Goldmedaille der Philosophischen Fakultät der Comenius-Universität Bratislava (2003)
- Träger der „Medalla de Honor Presidencial que conmemora el Centenario del Natalicio de Pablo Neruda“ (2004)
- Ehrenmitglied der Rumänischen Akademie der Wissenschaften (2004)
- Dr. h. c. der West-Universität Temeswar / Timișoara, Rumänien (2006)
- Träger der „insignia de aur“ der Universität Petre Andrei / Iași  (2007)
- Dr. h. c. der Universität Stockholm (2007)
- Honorarprofessor der Universität Ricardo Palma / Lima (2008)
- Prof. h. c. der Universität Alexandru Ioan Cuza Iași (2009)
- Dr. h. c. der Universität Alexandru Ioan Cuza Iași (2010)
- Dr. h. c. der Comenius-Universität Bratislava (2010).
- Académico de Número de la Real Academia de Doctores / Barcelona (2015)
- Membro Straniero per la Classe di Scienze Morali – Sezione di Filologia e Linguistica des Istituto Lombardo. Accademia die Scienze e Lettere / Milano (2015)
- Miembro Correspondiente para Austria de la Real Academia de Ciencias Económicas y Financieras /  Barcelona (2015)
- Miembro de Honor des Consejo Superior Europeo de Doctores y Doctores Honoris / Barcelona (2015)
- Träger der “Medalla de oro al Mérito Profesional” der ESERP School of Business and Social Sciences / Barcelona (2015)
- Membru de onoare al Centrului de Studii Românești der Universität Bukarest (2016)
- Miembro Honorario de la Barcelona Economics Network (BEN) der RACEF / Real Academia de Ciencias Económicas y Financieras / Barcelona (2017)
- Träger des Österreichischen Ehrenkreuzes für Wissenschaft und Kunst, I. Klasse (2021)
- „Premiul Eugen Lovinescu pentru promovarea limbii și literaturii române în străinatate“ des Muzeul Național al Literaturii Române din București / Bukarest (2021)

## Schriften

### Monografien
- Die Terminologie des Seekompasses in Italien und auf der Iberischen Halbinsel bis 1600, Basel, Apollonia-Verlag, 1970, XI – 363 pp. (Dissertation)
- Einführung in die hispanistische Sprachwissenschaft, Romanistische Arbeitshefte 9, Tübingen, Niemeyer, 1973, XII, 79 pp.
- Die Sprache der ältesten Fassungen des Libre de Amich e Amat. Untersuchungen zur kontrastiven Graphetik, Phonetik und Morphologie des Katalanischen und des Provenzalischen, Studia Romanica et Linguistica 1, Bern / Frankfurt a. M., P. Lang, 1974, IX – 217 pp. (Habilitationsschrift)
- O signo, o comunicado, o código: Introdução à linguística teórica, Colecção Almedina, Coimbra, Almedina, 1978, 162 pp.
- Altspanisches Elementarbuch. I. Das Altkastilische, Sammlung Romanischer Elementar- und Handbücher, Reihe I, Grammatiken, Band 9, Heidelberg, C. Winter-Universitätsverlag, 1979, XVI – 130 pp.
- La linguistica teorica, Biblioteca Linguistica, Bologna, Zanichelli, 1983, V – 135 pp.
- Introdução à leitura do Romance da Raposa. Ciência do texto e sua aplicação, Coimbra, Almedina, 1981, 154 pp.
- Spaanse Letterkunde, De achttiende en negentiende eeuw, in: J. L. Alonso Hernández / H. L. M. Hermans / M. Metzeltin / H. Th. Oostendorp, Spaanse Letterkunde, Aula 697, Utrecht / Antwerpen, Het Spectrum, 1981, 243 – 334 pp.; tweede, herziene druk, 1988
- Semântica e sintaxe do português, Colecção Novalmedina, Coimbra, Almedina, 1982, 291 pp.
- Textsemantik: Ein Modell zur Analyse von Texten, TBL 224, Tübingen, Gunter Narr Verlag, 1983, 208 pp. (zusammen mit H. Jaksche)
- Lingüística textual y análisis de textos hispánicos, Murcia, Universidad, Colección Maior 10, 1988, 133 pp.
- Semántica, pragmática y sintaxis del español, pro lingua 5, Wilhelmsfeld, Egert, 1990, XI + 194 pp; 2. Auflage 1993
- Die romanischen Sprachen: Eine einführende Übersicht, pro lingua 20, Wilhelmsfeld, Egert, 1994, VII + 168 pp.; 2. Auflage 1995 (zusammen mit P. Lindenbauer und M. Thir)
- Erzählgenese. Ein Essai über Ursprung und Entwicklung der Textualität, Wien, 3 Eidechsen, 1996, 232 pp., 2. Auflage 1998 (zusammen mit M. Thir)
- Sprachstrukturen und Denkstrukturen. Unter besonderer Berücksichtigung des romanischen Satzbaus, Wien, 3 Eidechsen, 1997, 190 pp.
- „Llanto por Ignacio Sánchez Mejías“, de Federico García Lorca. Una guía de lectura, Barcelona, Península, 1998, 174 pp. (zusammen mit M. Meidl)
- Nationalstaatlichkeit und Identität. Ein Essay über die Erfindung von Nationalstaaten. Mit einem Epilog von Benita Ferrero-Waldner, Wien, 3 Eidechsen, 2000, 173 pp.
- El arte de contar. Un ensayo metodológico y antropológico acerca de la textualidad, Murcia, Universidad, 2002, 233 pp. (zusammen mit M. Thir)
- România. Stat – Naţiune – Limbă. Editura Univers Enciclopedic, Bukarest 2002. 149 pp.
- Testualità. Teoria e pratica, 3 Eidechsen / Istituto Italiano di Cultura, Wien 2005. 220 pp. (zusammen mit D. Giovanella, M. Thir)
- Las lenguas románicas estándar. Historia de su formación y de su uso. Academia de la Llingua Asturiana, Uviéu 2004. 300 S. Online-Version
- Sprache und Denken. Eine romanistische Perspektive, Wien, 3 Eidechsen, 2004, 188 pp.
- Die Entwicklung des Zivilisationswortschatzes im südosteuropäischen Raum im 19. Jahrhundert. Der rumänische Verfassungswortschatz. Eine ideengeschichtliche und kulturhistorische Betrachtung, Wien, 3 Eidechsen / Ministerul Afacerilor Externe al României / Institutul Cultural Român, 2005; 313 pp. (zusammen mit P. Lindenbauer und H. Wochele)
- Theoretische und angewandte Semantik. Vom Begriff zum Text. Praesens Verlag, Wien 2007, 304 pp.
- Gramática explicativa da língua portuguesa. Sintaxe. AnaPress, Bratislava 2007, 109 pp.
- Gramática explicativa de la lengua castellana. De la sintaxis a la semántica. Praesens Verlag, Wien 2009. 168 S.
- Erklärende Grammatik der romanischen Sprachen.Praesens Verlag, Wien 2010. 192 pp.
- Wege zur Europäischen Identität. Individuelle, nationalstaatliche und supranationale Identitätskonstrukte. Frank & Timme, Berlin 2010. 285 pp. (zusammen mit Thomas Wallmann), ISBN 978-3-86596-297-3
- Gramatică explicativă a limbilor romanice. Sintaxă și semantică. Editură Universității Alexandru Ioan Cuza, Iași 2011
- Identität. Variationen zu einem Thema. Praesens, Wien 2012, ISBN 978-3-7069-0687-6
- Textanthropologie (zusammen mit Margit Thir). Praesens, Wien 2012, ISBN 978-3-7069-0702-6
- El Poder y su semiología. Discurso de ingreso en la Reial Acadèmia de Doctors. Contestación de Joaquim Gironella i Coll, Barcelona, Reial Acadèmia de Doctors, 2015, 186 pp. (rumänische Übersetzung: Semiologia Puterii. Traducere din limba spaniolă de Oana Balaș, București, editura universității din bucurești, 2016, 213 pp.)
- Sprachtypologie. Ein Methoden- und Arbeitsbuch für Balkanologen, Romanisten und allgemeine Sprachwissenschaftler, Wiesbaden, Harrassowitz, 2015, 200 pp. (zusammen mit Thede Kahl)
- La lingüística como economía de la lengua. Discurso de ingreso en la Real Academia de Ciencias Económicas y Financieras. Laudatio de Lorenzo Gascón, Barcelona, RACEF, 2016
- Das Rumänische im romanischen Kontrast. Eine sprachtypologische Betrachtung, Berlin, Frank & Timme, 2016, 182 pp.
- Româna în contrast. O cercetare tipologică, Iași, Editură Universității Alexandru Ioan Cuza, 2016
- Designing a European Constitution, Wien, Praesens, 2016 (2017), 170 pp. (zusammen mit Thomas Wallmann)
- Angewandte Satzanalyse. Sprachwissenschaft als Verstehens- und Verständigungskunst, Wien, Praesens, 2018, 91 pp.
- Penser l’Europe en philologue, București, Fundația Națională pentru Știință și Artă, 2018, 226 pp.
- Machtbestrebungen im Europa des 17. Jahrhunderts. Ein europäisches Ballett der Mächte, Wien, Praesens, 2019, 89 pp.
- Sintaxis, pragmática y semántica. Un modelo de análisis integrado, Santiago de Chile, Universidad de Chile / Facultad de Filosofía y Letras, 2019, 146 pp. (zusammen mit Hiram Vivanco Torres)
- Lingvistica, artă a comprehensiunii și a comunicării. O gramatică propozițională, Timișoara, Editura Universității de Vest, 2020, 106 pp. (zusammen mit Cristina Izabela Apostol)